# Pteris bakeri
Pteris bakeri är en kantbräkenväxtart som beskrevs av Carl Frederik Albert Christensen. Pteris bakeri ingår i släktet Pteris och familjen Pteridaceae. Inga underarter finns listade.